# مائورینسیو بونولیا
مائورینسیو بونولیا (ایتالیایی: Maurizio Bonuglia؛ زادهٔ ۱۹۴۳) بازیگر اهل ایتالیا است.
از فیلم‌هایی که وی در آن نقش داشته‌است، می‌توان به عروس جوان، یک کارآگاه، لودویگ و اغواگران اشاره کرد.